# Cosgrove Hall Films
 (octobre 2019).
Si vous disposez d'ouvrages ou d'articles de référence ou si vous connaissez des sites web de qualité traitant du thème abordé ici, merci de compléter l'article en donnant les références utiles à sa vérifiabilité et en les liant à la section « Notes et références ».
Cosgrove Hall Films (également connu sous le nom de Cosgrove Hall Productions) était un studio d'animation britannique fondé par Brian Cosgrove et Mark Hall ; son siège était à Chorlton-Hard-Hardy, Manchester. Cosgrove Hall était un important producteur d'émissions de télévision et d'animation pour enfants. Les programmes de Cosgrove Hall sont encore vus dans plus de quatre-vingts pays. La société a été dissoute par son propriétaire, ITV plc, le 26 octobre 2009. Il était principalement connu pour ses séries Danger Mouse et Count Duckula.

## Histoire
Brian Cosgrove et Mark Hall se sont rencontrés pour la première fois alors qu'ils étaient étudiants au Manchester College of Art and Design, (actuellement Manchester Metropolitan University). Ils sont ensuite devenus collaborateurs à la télévision Granada, où ils ont produit des graphiques pour la télévision.
En 1969, Mark Hall crée sa propre société de production, Stop Frame Productions. Cosgrove le rejoint peu de temps après. Leurs premiers projets incluent des films de service public et des publicités télévisées pour des sociétés telles que TVTimes. De 1971 à 1972, la société publie la série animée The Magic Ball, qu’elle a créée dans un hangar rénové situé dans la cour du beau-père de Cosgrove. Hall dirige deux productions animées pour Stop Frame, Captain Noah et His Floating Zoo, sorti en 1972, et la série télévisée Noddy, diffusée en 1975. La société produit des génériques et des graphiques pour des séries pour enfants telles que Rainbow en 1972.

### Cosgrove Hall Films
Stop Frame Productions cesse sa production en 1975. Cosgrove et Hall trouvent de nouveaux travaux dans l’animation, notamment grâce à leurs travaux antérieurs sur la série Rainbow. Le producteur de Rainbow, Thames Television, une chaîne indépendante de télévision, crée une nouvelle filiale, studio d'animation appelé Cosgrove Hall Films. Thames embauche et charge Cosgrove et Hall de créer de nouveaux programmes animés pour ce nouveau studio, basés sur leurs travaux antérieurs avec Rainbow. Thames Television engage John Hambley tant que premier producteur exécutif de Cosgrove Hall Films. Sa première série est Chorlton and the Wheelies, le rôle principal étant nommé d'après la banlieue de Manchester où la société était basée.
Danger Mouse est l'un des premiers succès internationaux du studio qui réalise 161 épisodes entre 1981 et 1992. Dans chacun d’eux, Danger Mouse, le plus grand agent secret du monde, et son acolyte bien intentionné mais inutile, Penfold, surpassent le méchant Baron Silas Greenback et ses méchants. En 1983, le studio réalise un film de 75 minutes, The Wind in the Willows, basé sur l'histoire classique de Kenneth Grahame et remporte un prix BAFTA et un prix international Emmy. Par la suite, le studio réalise une série télévisée de 52 épisodes basée sur les personnages entre 1984 et 1990. Toute la musique et les chansons du long métrage et de la série sont écrites par Keith Hopwood, Herman Hermits et Malcolm Rowe. Le guitariste de Stone Roses, John Squire travaille aussi sur cette série. Le comte Duckula est une parodie de la légende de Dracula ; son personnage principal est le seul vampire végétarien au monde. Il aspire à être riche et célèbre. À l'origine, il était un méchant / homme de main récurrent dans la série Danger Mouse, mais il a eu une série dérivée en 1988 qui est rapidement devenue l'un des programmes les plus réussis de Cosgrove Hall. Les deux émissions sont également diffusées sur Nickelodeon aux États-Unis à la fin des années 1980 et sont populaires. En 1989, le studio produit un long métrage basé sur The BFG (Le BGG) de Roald Dahl.
Truckers, le premier livre de The Bromeliad, a été la première collaboration du studio avec l'auteur Terry Pratchett. La série 1992 suit les efforts d'un groupe de gnomes, dont le vaisseau spatial s'est écrasé sur Terre il y a 15 000 ans, pour rentrer chez eux. En 1993, la propriété de Cosgrove Hall est transférée à Anglia Television, à la suite de la perte de la licence ITV de Thames et, à la suite d’une série d’ acquisitions et de fusions, la propriété appartient finalement à ITV plc. En 1997, Cosgrove Hall Films produit pour Channel 4 deux séries inspirées de Wyrd Sisters et de Soul Music, deux romans de la série Discworld de Pratchett.
L'une des spécialités du studio est la production de programmes pour les jeunes enfants, tels que Noddy's Toyland Adventures, Bill et Ben et Andy Pandy pour la BBC. Les deux dernières séries sont basées sur des personnages classiques des années 1950. Au milieu des années 2000, Cosgrove Hall travaille sur une nouvelle version de Postman Pat. Le studio anime Ghosts of Albion, le premier webcast entièrement animé de la BBC. Les visiteurs du site Web peuvent en apprendre davantage sur la production et aider à développer l'histoire. Cosgrove Hall produit Scream of the Shalka, une histoire animée de Doctor Who pour le site Web de la BBC. En 2006, ils animent les premier et quatrième épisodes manquants du feuilleton de Doctor Who, The Invasion, pour une sortie en DVD.
En 2008, Granada Television devient le seul franchisé subsistant d'Independent Television en Angleterre et au Pays de Galles. Le propriétaire de la société, ITV Granada, n’était pas très intéressé par un investissement dans Cosgrove Hall et une étude financière conclut que la société n’était plus viable. Le secteur de la production d'animation britannique se débattait en raison de la concurrence de plus en plus vive exercée par la production subventionnée par l'État dans d'autres pays où le secteur était en croissance et très dynamique[réf. nécessaire].
Le terrain occupé par les studios de Cosgrove Hall, situé à Albany Road, Chorlton, à côté du central téléphonique de la ville, vide depuis deux ans, a finalement été vendu à l'été 2010 à une société de développement immobilier. L'intention était de démolir les studios historiques et de construire des appartements de retraite[réf. nécessaire]. Au cours de 2012, les studios ont finalement été démolis dans le cadre du développement ci-dessus. Les explorateurs urbains qui ont visité le site lors de la démolition ont découvert et photographié certains modèles et arrière-plans utilisés dans des productions[réf. nécessaire].
Brian Cosgrove est maintenant producteur exécutif à CHF Entertainment, comme ce fut le cas jusqu'à sa mort. Le 18 novembre 2011, Mark Hall est décédé d'un cancer à l'âge de 75 ans. CHF Entertainment travaille actuellement sur plusieurs séries télévisées, notamment Pip Ahoy!, qui s’adresse aux enfants d’âge préscolaire et à HeroGliffix, qui s’adresse aux enfants plus âgés.

## Séries et films

### Années 1970
- The Magic Ball (Granada pour ITV, 1971-1972)
- Rainbow (Thames pour ITV, 1972-1976) (séquences d'animation)
- Captain Noah and His Floating Zoo (Granada for ITV, 1972)
- Sally and Jake (Thames pour ITV, 1973-1974)
- Noddy (Thames pour ITV, 1975)
- SuperTed (1975) (pilot)
- Chorlton and the Wheelies (Thames pour ITV, 1976-1979)
- Jamie and the Magic Torch (Thames pour ITV, 1976-1980)
- Grandma Bricks of Swallow Street (Thames pour ITV, 1977-1978)
- The Kenny Everett Video Show (Thames pour ITV, 1978-1981)
- The Talking Parcel (Thames pour ITV, 1978) (téléfilm)
- Cinderella (Thames pour ITV, 1979)

### Années 1980
- Cockleshell Bay (Thames pour ITV, 1980–1986)
- The Pied Piper of Hamelin (Thames pour ITV, 1981)
- Danger Mouse (Thames pour ITV, 1981-1992)
- Le Vent dans les saules (The Wind in the Willows) (Thames pour ITV, 1983) (téléfilm)
- The Wind in the Willows (Thames pour ITV, 1984-1987)
- Alias the Jester (Thames pour ITV, 1985-1986)
- The Reluctant Dragon (Thames pour ITV, 1987)
- Creepy Crawlies (ITV, 1987-1989)
- Count Duckula (Thames/Central pour ITV, 1988-1993)
- A Tale of Two Toads (Thames pour ITV, 1989) (téléfilm)
- The BFG (film, 1989)
- Trash (Nickelodeon, 1989) (pilote)
- The Crowville Chronicles (Nickelodeon, 1989) (pilote)

### Années 1990
- Oh, Mr. Toad (Thames pour ITV, 1990)
- The Fool of the World and the Flying Ship (Thames pour ITV, 1990)
- The Sandman (Channel 4, 1991) (court métrage)
- Victor & Hugo: Bunglers in Crime (Thames pour ITV, 1991-1992)
- Truckers (Thames pour ITV, 1992)
- Noddy's Toyland Adventures (Children's BBC, 1992-2000)
- On Christmas Eve (1992) (co-production avec Grasshopper Productions)
- Diggers (Granada pour ITV, 1993)
- Avenger Penguins (Granada/Anglia pour ITV, 1993–1994)
- Opéra imaginaire (1993) (« Pêcheurs de perles » court métrage)
- Wings (Meridian pour ITV, 1994)
- Peter and the Wolf (1995) (animation)
- Oakie Doke (Children's BBC, 1995-1996)
- Fantomcat (Anglia pour ITV, 1995-1996)
- Sooty's Amazing Adventures (Meridian pour ITV, 1996-1997)
- Brambly Hedge (Episodes 1-6) (Children's BBC, 1996-1999) (co-production avec HIT Entertainment)
- Welcome to the Discworld (1996) (court métrage) (co-production avec Carrington Productions International)
- The Story of Odysseus (1996) (pilote) (co-production avec Carrington Productions International)
- Soul Music (Channel 4, 1997) (co-production avec Carrington Productions International)
- Wyrd Sisters (Channel 4, 1997) (co-production avec Carrington Productions International)
- Captain Star (HTV pour ITV, 1997-1998) (co-production avec Télétoon & Nickelodeon)
- The Faraway Tree The Wishing Chair (Children's BBC, 1997-1998)
- The Animal Shelf (Anglia pour ITV, 1997–2000)
- Father Christmas and the Missing Reindeer (1998) (co-production avec Millimages)
- Rocky and the Dodos (Central pour ITV, 1998)
- Bob the Builder (séries 1) (CBBC, 1998) (co-production avec Hot Animation & HIT Entertainment)
- Rotten Ralph (CBBC, 1998-2001)
- Lavender Castle (CITV, 1999-2000) (co-production avec Carrington Productions International & Gerry Anderson Productions)
- The Foxbusters (Anglia pour CITV, 1999-2000)

### Années 2000
- The Tales of Little Grey Rabbit (HTV pour CITV, 2000)
- Fetch le vétérinaire (Fetch the Vet) (LWT pour CITV, 2000-2001)
- Vampires, Pirates & Aliens (CITV, 2000) (co-production avec Millimages)
- Bill and Ben (CBBC/CBeebies remake, 2001-2002)
- Blink (2001) (court métrage)
- Andy Pandy  (CBeebies remake, 2002)
- Engie Benjy (Granada pour CITV, 2002-2004)
- Albie (CITV, 2002-2004)
- Little Robots (CBeebies, 2003-2005) (co-production avec Create TV and Film Limited)
- Postman Pat (CBeebies remake, 2003–2006) (co-production avec Entertainment Rights)
- Ghosts of Albion (BBCi, 2003) (webcast)
- Pocoyo (Granada pour CITV and Milkshake!, 2005-2009) (co-production avec Zinkia Entertainment)
- Blue Dog Blues (2005) (court métrage)
- Fifi and the Flowertots (Nick Jr., 2005-2009)
- Doctor Who (2003 - 2007) (Scream of the Shalka webcast, une animation de The Invasion & The Infinite Quest.)
- The Likeaballs (CBBC, 2006) (produit par Cosgrove House & Animated Adventures & Pictures)
- Rupert Bear, Follow the Magic... (Milkshake!, 2006-2008) (co-production avec Entertainment Rights)
- Roary the Racing Car (Nick Jr., 2007-2009)
- Eddie Retractorhead (Nickelodeon, 2008)
- Rocket Boy and Toro (CBBC, 2008)
- Postman Pat: Special Delivery Service (séries 1) (CBeebies, 2008) (co-production avec Entertainment Rights)